# Cerithiovermetus aqabensis
Cerithiovermetus aqabensis is een slakkensoort uit de familie van de Vermetidae. De wetenschappelijke naam van de soort is voor het eerst geldig gepubliceerd in 2006 door Bandel.